# City and District of St Albans
City and District of St Albans är ett distrikt (motsvarande kommun) i grevskapet Hertfordshire i England, Storbritannien. Distriktet har 148 358 invånare (2022).  Det består av städerna St Albans och Harpenden med omgivningar. Staden St Albans ingår inte i någon civil parish, övriga delar av distriktet är indelat i nio civil parishes: Colney Heath, Harpenden Rural,  Harpenden Town, London Colney, Redbourn, Sandridge, St Michael, St Stephen och Wheathampstead.